# Diphaglossinae
Diphaglossinae is een onderfamilie van vliesvleugelige insecten uit de familie Colletidae.

## Geslachten
(Indicatie van aantallen soorten per geslacht tussen haakjes)
- Cadeguala  (2)
- Cadegualina  (2)
- Caupolicana  (37)
- Crawfordapis  (2)
- Diphaglossa  (1)
- Mydrosoma  (10)
- Mydrosomella  (2)
- Ptiloglossa  (55)
- Ptiloglossidia  (1)
- Willinkapis  (3)
- Zikanapis  (13)